# Land art

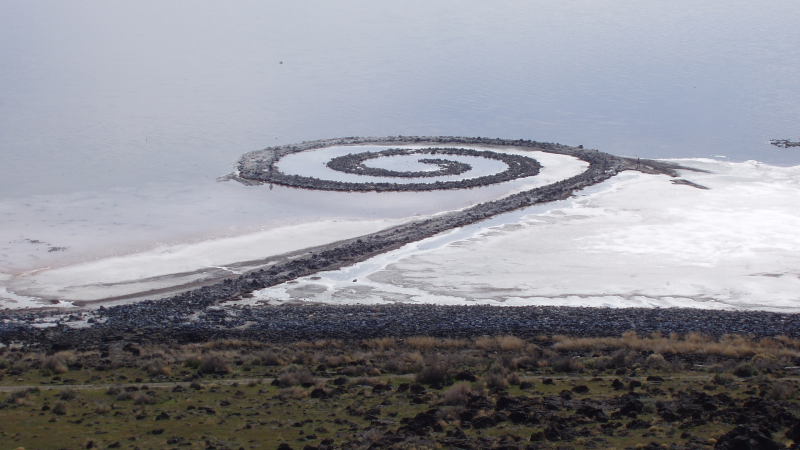
Spirálové molo, polovina dubna 2005

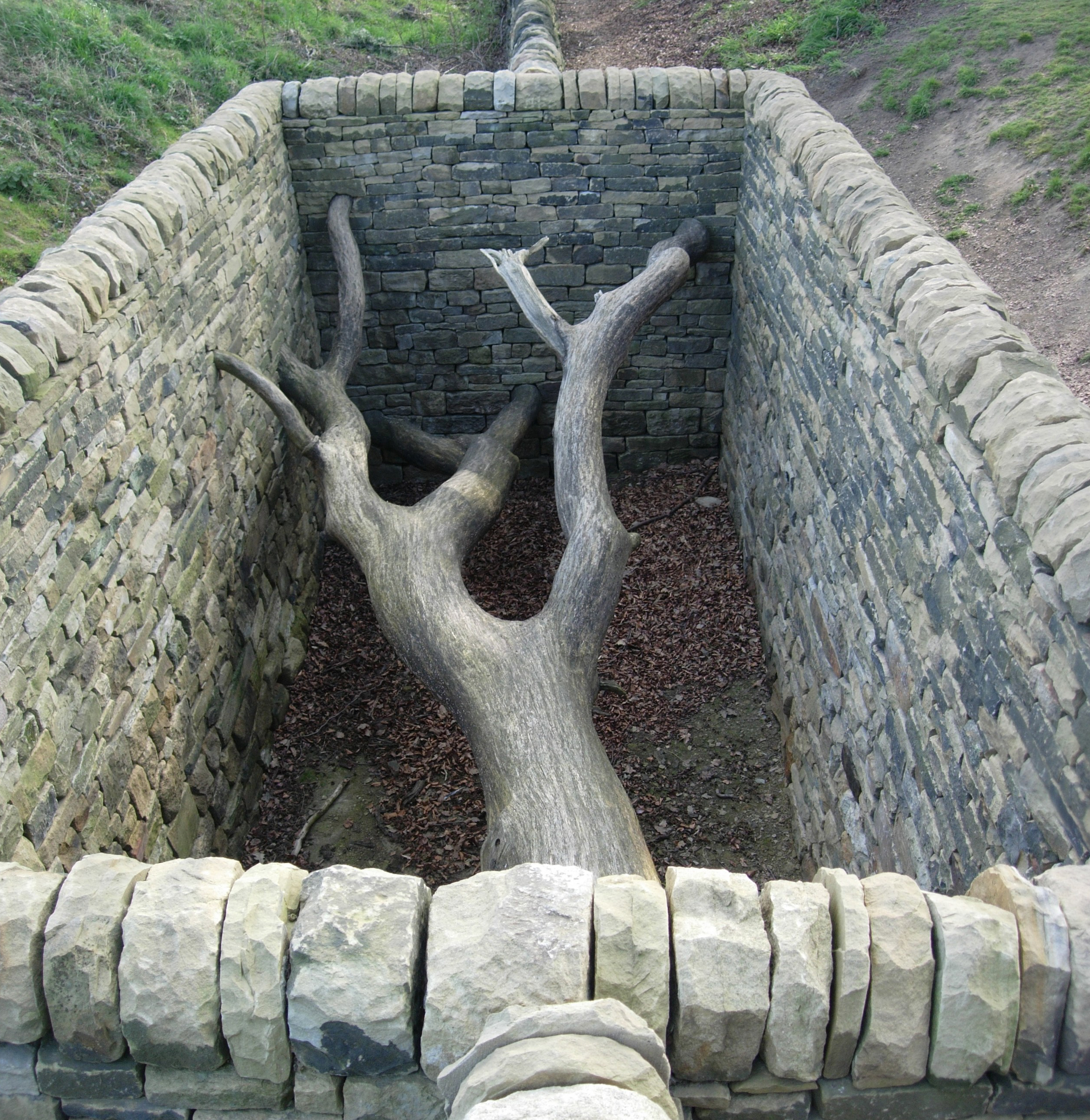
Andy Goldsworthy, 31. března 2007 – 6. ledna 2008, Wakefield, Západní Yorkshire, Anglie

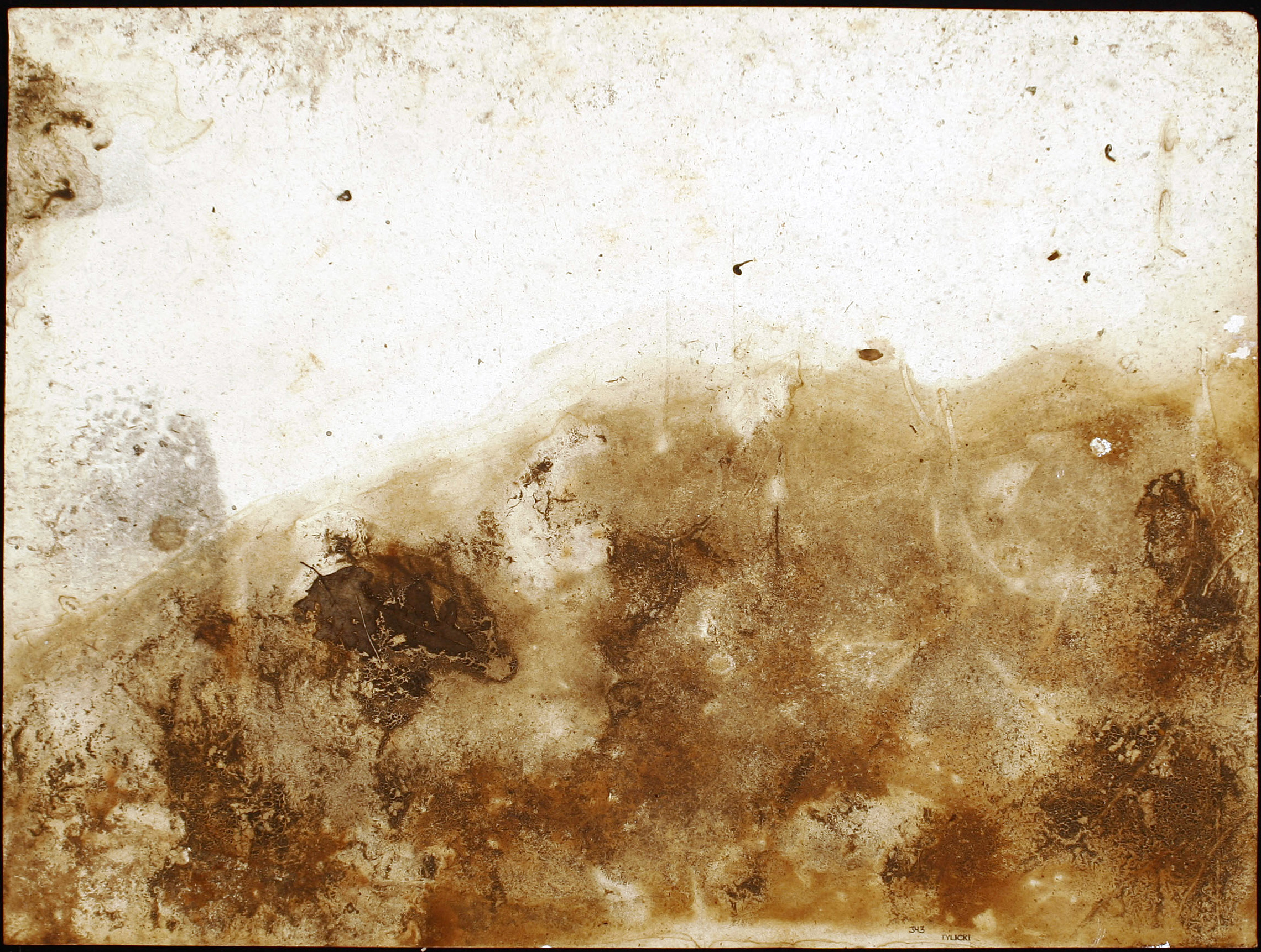
Jacek Tylicki: Nr.343. Created by Nature; 20 dní na lesní louce Sianowska Huta (poblíž Karuzy), Polsko 9. 5. - 29. 5. 1979

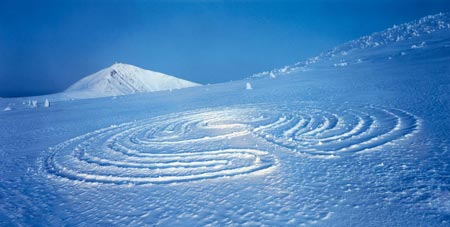
Jan Pohribný: Endbeginning, 2005

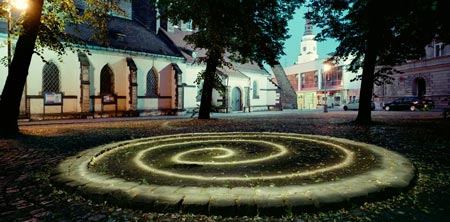
Jan Pohribný: Spirála, 2009

Land art je umělecký směr 60. let, který vznikl v USA. V užším smyslu slova nepatří k zahradnímu umění, ale v současné krajinné architektuře se dodnes používají prvky land artu. Hlavně tam, kde se používají skulptury a objekty z organických a anorganických materiálů. Umělci tohoto směru se obrátili proti komerčnímu umění a měli záporný postoj k výrobě umění, které je v galeriích a muzeích. Namísto toho tvořili umělecká díla na přírodních místech, která jsou těžko dostupná a nepřetvořená zásahem člověka. Díla land artu někdy působí svou monumentalitou. Umělci využívají intenzitu vnímání a přírodní zkušenosti pozorovatelů s efekty vznešenosti v přírodě a pracují s jednoduchými formami.

## Historie
Land art – neboli krajinné umění – má blízko k fotografii krajiny. Uplatňuje přechod z ateliérů do přírody a má svůj předobraz v historii. Od visutých zahrad královny Semiramidy, přes parky s keřovými bludišti, skrze přísně vymezené francouzské zahrady, k čínským nebo japonským klášterním zahradám.
Evropští umělci, jako například David Nash, Andy Goldsworthy nebo Michael Singer, měli od začátku subtilnější přístup k přírodě. Se svými díly se pokoušeli krajinu akcentovat a pracovat s přírodními materiály jako jsou půda, kámen, dřevo, voda nebo led.

### České země
V Česku byl průkopníkem Ladislav Novák, dnes ho následují například Jan Šimek, Jiří Šigut nebo Jan Pohribný.
Fotograf Jan Pohribný (* 1961) využívá jako tvůrčí postupy ve své tvorbě pohybovou neostrost v kombinaci s vícenásobnou expozicí. Spojuje nejen principy pohybu, výrazných barevných stop či monochromatických řešení, ale využívá také světelné malby, která „zviditelňuje“ energie zvolených přírodních lokalit či posvátných kamenů vztyčených lidskou rukou.
Jiří Šigut (* 1960) se v devadesátých letech věnoval technice fotogramu, kdy rozmísťoval a nechával ležet v krajině fotocitlivý papír, který po několikadenní expozici ustálil. Ve fotografických obrazech zaznamenal tvarové zlomky přírodnin, ale i záznam přírodních světelných změn, stopy energie či pohybu hvězd, Měsíce, ale třeba i světlušek a dalších živých tvorů. Důležitý je i osobní umělcův přístup a prožitek, chodí do přírody, aby na nejrůznějších místech, jako jsou vodní tůně, potoky, pole nebo louky, kladl fotografické papíry, které tu leží i řadu dní, až týdny, postrádají okamžikovost fotografie. Například na příčně položeném papíru v potoce se zobrazí přírodniny, které potok přinesl z různých míst. Zanechají svou stopu a časem putují dále. Spadlý list zaznamenaný na papíře, který již nikdy nebude stejný, je pamětí stromu nebo smutkem lesa.
Karolina Kohoutková si zasadila rostlinu do pupíku, který se nachází v krajině břišní. Teresa Murak používá rostliny jako pokrývku těla, sleduje jejich krátký život, který se posouvá k zániku. Petr Štembera si vštěpoval větvičku do ruky. Vladimír Havlík se při „Pokusu o spánek“ pokoušel spočinout pod přikrývkou trávy.

## Umělci
- Athena Tacha
- Betty Beaumont
- Eberhard Bosslet
- Walter De Maria
- Lucien den Arend
- Agnes Denes
- Harvey Fite
- Andy Goldsworthy
- Michael Heizer
- Junichi Kakizaki
- Richard Long
- John K. Melvin
- David Nash
- John Pfahl
- Andrew Rogers
- Robert Smithson
- Alan Sonfist
- Jacek Tylicki
- James Turrell
- Elisabeth Wierzbicka Wela